# Brigita
Brigita je žensko osebno ime.

## Slovenske različice
Breda, Brigida, Brigit, Brigite, Brigitica, Brita, Brigitka, Brižita, Gita, Gitica, Bri

## Tujejezikovne različice
Birgitta (ž), Brid (ž), Bridget (ž), Brighid (ž), Brigid (ž), Britta (ž), Bri(ž)

## Izvor in pomen imena
Ime Brigita je prišlo k nam verjetno preko nemškega imena Brigitta to pa iz staroirskega Brigit, Brigida, Brida. Prvotni pomen imena Brigit nekateri povezujejo s keltsko besedo bryd »vzpetina, višina«, drugi pa s keltsko besedo brigh »moč, sila«. Nemci pa jo razlagajo iz starovisokonemščine v pomenu besede »bleščeča, krasna, znamenita, sijajna«.

## Pogostost imena
Po podatkih Statističnega urada Republike Slovenije je bilo na dan 31. decembra 2007 v Sloveniji število ženskih oseb z imenom Brigita: 4.134. Med vsemi ženskimi imeni pa je ime Brigita po pogostosti uporabe uvrščeno na 65. mesto.

## Osebni praznik
Brigita praznuje god 1. februarja (Irska svetnica Brigita Kildara, umrla leta 523) ali pa 23. julija ( Švedska svetnica Brigta umrla 1373).

## Slavni nosilci imena
Brigitte Bardot - Britta Bilač - Brigita Avsenik - Brigita Bukovec - Brigita Šuler - Bridget Fonda